# Julius Jolly (indolog)
Julius Jolly, född den 28 december 1849, död den 25 april 1932, var en tysk sanskritist, son till Philipp von Jolly samt bror till Friedrich Jolly och Ludwig von Jolly.
Jolly blev 1877 professor i sanskrit och jämförande språkvetenskap i Würzburg. Han var mest verksam i bearbetandet av den indiska rättshistorien, varöver han under sin vistelse i Indien 1882-83 föreläste i Calcutta.
Hans huvudsakliga arbeten är Ein Kapitel vergleichender Syntax (1872), Geschichte des Infinitivs im Indogermanischen (1873), Über die rechtliche Stellung der Frauen bei den alten Indern (1876), Tagore Law Lectures: Outlines of an History of the Hindu Law of Partition, Inheritance and Adoption (1885), Recht und Sitte (i Johann Georg Bühlers "Grundriss der indo-arischen Philologie", 1896).
Därjämte översatte Jolly "Nāradiya Dharmacāstra" (1876), "The Institutes of Vishnu (i "Sacred Books of the East", VII; 1880), "Minor Lawbooks" (ibid. XXXIII; 1889) samt utgav "The Vishnusmrti" (i "Bibliotheca Indica", 1881), "The Nāradasmrti" (ibid. 1885-86), "Manutikāsamgraha" (ibid. 1885-90), "Mānavadharmacāstra" ("Manus lagbok", 1887). Jolly införde i Tyskland William Dwight Whitneys berömda föreläsningar om språkvetenskapen, "Die Sprachwissenschaft" (1874).